# Angry Birds
Angry Birds är ett finskt pusselspel för mobiler och spelkonsoler, där spelaren använder en slangbella för att skjuta iväg fåglar mot grisar som är utplacerade i varierande byggnader med syftet att förstöra alla grisar på spelplanen. Spelet är utvecklat av Finlandsbaserade Rovio Entertainment. Den första versionen av spelet lanserades för Apples iOS i december 2009 och har sedan dess sålt över 12 miljoner exemplar via Apples App Store. Detta har bidragit till att företaget utvecklat nya versioner för andra pekskärmsbaserade smartphones, innefattande de som använder Androids och Symbians operativsystem.

## Spelsystem
I Angry Birds tar spelaren kontrollen över en flock ilskna fåglar som försöker hämta ägg som har stulits av några onda gröna grisar. Grisarna har gömt sig på eller i konstruktioner av olika material, bland annat av trä, glas och sten. Syftet med spelet är att eliminera alla grisar i de olika nivåerna. Spelaren skjuter iväg fåglar med hjälp av en slangbella, med avsikt att antingen träffa grisar direkt eller skada en struktur vars konstruktionsmaterial kan rasa på grisarna och krossa dem. Om spelaren också vidrör fågeln medan den är i luften kommer fågeln att göra en specialattack. Varje fågel har en speciell förmåga, till exempel förmågan att kunna explodera, släppa bomber, delas i tre eller komma tillbaka som en bumerang, vilket kan användas strategiskt för att kunna klara av en spelnivå. Om alla grisar har blivit besegrade med hjälp av antalet fåglar man har så är nivån klarad och nästa nivå är upplåst.
Spelaren får börja om varje nivå så många gånger som denne vill, och kan även spela upp redan klarade nivåer en gång till för att försöka öka sina poäng. Spelaren får poäng för varje gris man har besegrat, samt för de skada eller förstörelse som spelaren har åsamkat på strukturerna. Man får också bonuspoäng på alla de fåglar som man inte har använt. Efter varje avslutad nivå erhåller spelare en, två eller tre stjärnor beroende på resultatet som man har mottagit. Spelaren kan få ytterligare stjärnor beroende på hur nära spelaren var att dö.

### Fågeltyper
Det finns för närvarande fjorton olika typer av fåglar, både spelbara och ospelbara. Spelbara fåglar visas i den ordning som de först presenteras till spelaren.
- Red (Red Bird) - En röd fågel (som är bland annat ledare av fåglarna) som kan orsaka stora skador på svaga strukturer. Red kan användas genom alla nivåer, eftersom han kan användas för att kunna riva ner en struktur som har blivit skadade av andra fåglar. Red har ingen speciell förmåga, men om man petar på honom så kan han göra ett stridsrop. Däremot har han en exklusiv förmåga i kapitlet 'Red's Mighty Feathers', som finns i det första Angry Birds. Den är ungefär som Chucks förmåga, fast Red attackerar bara på ställen man petade på. I Angry Birds 2 har Red sitt stridsrop, som förmåga. Den kan få byggnader att rivas. Förmågan kallas 'Red's Battle Cry'.
- Jay, Jake & Jim (Blue Bird(s), även kallade The Blues) - En blå (dyker oftast 3 i Angry Birds Toons och i andra spel) som har förmåga att dela 3 identiska kopior. Den kan krossa glas (eller också is) i alla spel de medverkar i.
- Chuck (Yellow Bird) - En gul fågel som har förmågan att accelerera sin fart medan han är i luften och kan ge stor skada i olika distanser. Han är mest effektivast mot trähinder, som kan tränga igenom flera väggstrukturer tack vare hans snabbhet. Chuck är dock mindre effektiv mot glasstrukturer.
- Bomb (Black Bird) - En svart fågel som kan landa på strukturer och sedan detoneras, vilket ger stor skada runt hans omgivning. Man kan detonera honom i luften om man petar på honom. Han är mest effektiv mot stenstrukturer.
- Matilda (White Bird) - En vit fågel som kan släppa exploderande äggbomber medan hon är i luften. När ägget tappas flyger hon upp i luften och exploderas längst till höger om spelnivån. Matilda ger mindre skada om man slungar henne mot strukturer utan att släppa en av hennes äggbomber.
- Hal (Green Bird) - En grön fågel med en lång näbb som snurrar när han är i luften. Medan han är i luften kan man peta på honom så att han ändrar kurs och återvänder till sin utgångspunkt. Denna förmåga att flyga tillbaka gör så att den kan ge skada mot bakre strukturer som andra fåglar inte kan nå.
- Terence - En mörkröd fågel som är dubbelt så stor som Red. Han har ingen specialförmåga, men kan, precis som Red, ge ett stridsrop om man petar på honom. Han kan förstöra nästan en hel struktur tack vare sin stora kropp, och kan ta sig förbi vilka hinder som helst.
- Mighty Eagle - Den största och starkaste av alla spelbara fåglar, och som sådan har en begränsad användning. För att använda örnen måste man kasta en lax på en struktur, som fungerar som en markeringspunkt för örnen. Örnen störtar sedan ner från himlen med förödande kraft och som förstör allt som står i dess väg.
- Bubbles (Orange Bird) - En orange dvärgfågel som kan göra sig smällfet om man petar på honom i luften, vilket orsakar enorm skada mot en eller flera strukturer som står under honom.
- Mighty Dragon - En stor drake med samma förmåga som örnen har. Draken dyker endast upp Angry Birds Season i kapitlet 'Year of The Dragon'.
- Stella (Pink Bird) - En rosa fågel som fångar strukturer i bubblor om man petar på henne.

## Mottagande

### Recensioner
Angry Birds har fått bra recensioner av kritiker. IGN gav spelet 8 av 10 poäng och skrev bland annat att "Angry Birds är otroligt beroendeframkallande". iPhone24 gav spelet 5 av 5 poäng och skrev bland annat att det var "en blivande klassiker".

### Kommersiell framgång
I augusti 2010 hade 6,5 miljoner exemplar sålts på Apples IOS, och bara tre dagar efter att spelet hade släppts på Googles Android hade det laddats ner 2 miljoner gånger.
I slutet av november 2011 nådde Angry Birds 500 miljoner nedladdningar.